# 콜럼버스 지역 공항 당국
콜럼버스 대도시 지역에서는 콜럼버스 리저널공항 기관 ( CRAA )이 존 글렌 콜럼버스 국제공항, 리켄배커 국제공항 및 볼턴 필드 공항의 운영을 담당하고 있다.
콜럼버스 리저널 공항 기관은 2003년 콜럼버스 공항 기관이 리켄배커 항만 기관과 합병되면서 설립되었다.